# Kasteel van le Quesnoy
Het Kasteel van le Quesnoy (Château du Quesnoy) is een kasteel in de tot de Henegouwse gemeente Celles behorende plaats Pottes, gelegen aan de Rue du Quesnoy 29.
Het kasteel is de voormalige zetel van de heerlijkheid le Quesnoy, waar de families d'Aubermont en Van de Kerchove resideerden. Het betreft een ooit geheel omgracht terrein waarop het kasteel en de bijgebouwen tegenover elkaar in U-vorm zijn gegroepeerd.
In de donjon zijn nog enkele originele schietgaten aanwezig. Omstreeks 1600 werd door aanbouw aan de donjon een kasteel in traditionele stijl gevormd, voorzien van trapgevels. Omstreeks 1700 werd een monumentale schuur bijgebouwd.